# Oncholaimus notoxyuris
Oncholaimus notoxyuris är en rundmaskart som beskrevs av Allgen 1959. Oncholaimus notoxyuris ingår i släktet Oncholaimus och familjen Oncholaimidae. Inga underarter finns listade i Catalogue of Life.